# Luiz Marenco
Luis Rogério Marenco Ferran (né le 22 décembre 1964 à Porto Alegre, dans le Rio Grande do Sul), est un chanteur et homme politique brésilien. Il est député PDT de l'État du Rio Grande do Sul et occupe le poste de troisième secrétaire de l'Assemblée législative,.

## Biographie
Avec une carrière de plus de 30 ans, une discographie de 25 albums (soit 23 CD et 2 DVD), Luiz Marenco est l'un des interprètes nativistes les plus recherchés du sud du Brésil, conscient que son chant est lié à la terre, aux valeurs, aux habitudes et aux coutumes de son peuple. Né à São Jerônimo (district de Quitéria, dans le Rio Grande do Sul), il voit le jour le 22 décembre 1964. Sa carrière professionnelle commence en 1988, lorsqu'il participe à des festivals, un mouvement important pour la culture de l'État qui lui vaut le succès au niveau régional.
Son chant fait le tour de plusieurs États brésiliens, tels que Santa Catarina, Paraná, São Paulo, Rio de Janeiro, Mato Grosso do Sul, Goiás, Brasilia et Tocantins, ainsi que de la Chine, de l'Argentine, de l'Uruguay et du Paraguay, aux côtés de Santiago Chalar, Pepe Guerra dans des concerts et enregistrements et Jorge Nasser (chanteurs folkloriques uruguayens), ainsi que des enregistrements avec Antonio Tarragó Ros et Ramon Ayala, d'Argentine. 

## Distinctions
| Année | Catégorie                       | Nommé                                                        | Résultat   | Réf   |
| ----- | ------------------------------- | ------------------------------------------------------------ | ---------- | ----- |
| 2001  | Album de musique régionale      | Enchendo os Olhos de Campo (avec Gujo Teixeira)              | Lauréat    | [ 3 ] |
| 2001  | Interprète de musique régionale | Luiz Marenco                                                 | Nomination | [ 4 ] |
| 2004  | Interprète de musique régionale | Luiz Marenco                                                 | Nomination | [ 5 ] |
| 2005  | Interprète de musique régionale | Luiz Marenco                                                 | Nomination | [ 6 ] |
| 2005  | Album de musique régionale      | Querência, Tempo e Ausência                                  | Nomination |       |
| 2022  | Interprète de musique régionale | Pirisca Grecco, Luiz Marenco, et Thedy Corrêa (pour Cada Um) | Nomination | [ 7 ] |